# 342620 Beita
342620 Beita è un asteroide della fascia principale. Scoperto nel 2008, presenta un'orbita caratterizzata da un semiasse maggiore pari a 3,2066911 UA e da un'eccentricità di 0,2002524, inclinata di 7,01404° rispetto all'eclittica.